# Болотино (Башкортостан)
Болотино (баш. Болотин) — село в Тукаевском сельсовете Аургазинского района Республики Башкортостан  России.

## Географическое положение
Расстояние до:
- районного центра (Толбазы): 24 км,
- центра сельсовета (Тукаево): 4 км,
- ближайшей железнодорожной станции (Белое Озеро): 48 км.

## Население
| 2002 | 2009 | 2010 |
| ---- | ---- | ---- |
| 329  | ↘270 | ↗281 |

Согласно переписи 2002 года, преобладающая национальность — русские (57 %).

## Религия
В селе есть православная церковь Покрова Пресвятой Богородицы.